# Maevia luteocincta
Maevia luteocincta är en spindelart som beskrevs av Tord Tamerlan Teodor Thorell 1891. Maevia luteocincta ingår i släktet Maevia och familjen hoppspindlar. Inga underarter finns listade i Catalogue of Life.